# 四大名绣
中国四大名绣是中国刺绣手工艺中最为突出的四种，包括：
- 江苏省的苏绣
- 湖南的湘绣
- 广东的粤绣
- 四川的蜀绣